# Redmi K60
Redmi K60是小米集团旗下的子品牌Redmi于北京时间2022年12月27日19时许在中国北京小米科技园发布的智能手机系列，为Redmi手机K系列的第五代机型系列，包含Redmi K60、Redmi K60 Pro、Redmi K60E三款机型。2023年8月14日，小米集团CEO雷军追加发布了Redmi K60至尊版，至此该系列共包含四款手机产品。
Redmi K60至尊版則在升級後置主攝規格後，在海外市場命名為小米13T Pro。 

## 简介

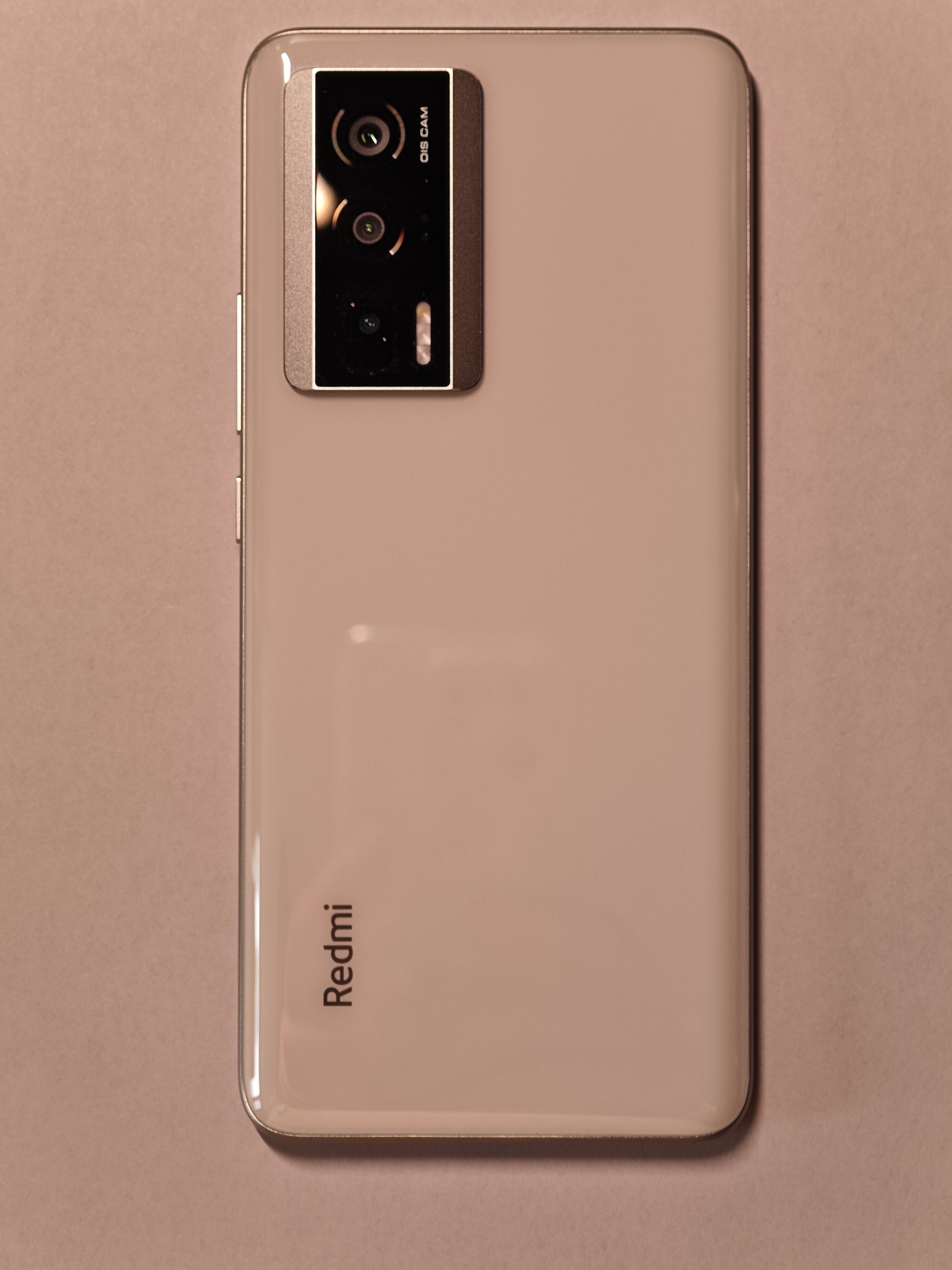
Redmi K60的机身背部

Redmi K60系列机型均搭载了与前几代一致的6.67英寸（对角线）的AMOLED屏幕，也依旧保持非隐藏式屏下前置摄像头设计。全部机型背部依旧维持了前代布置三枚后置镜头的设计，但对镜头区域的盖板及摄像头排列布局做出了调整。核心性能方面，这一代的K系列机型分别采用了高通公司提供的骁龙8+ Gen 1（降频版）、骁龙8 Gen 2以及联发科技提供的天玑8200、天玑9200+四款SoC芯片，分别内置于Redmi K60、Redmi K60 Pro、Redmi K60E以及Redmi K60至尊版四款机型之中。此外，Redmi K60和Redmi K60E搭载LPDDR5规格的RAM以及UFS3.1规格的ROM，而Redmi K60 Pro及K60至尊版搭载LPDDR5x规格的RAM以及UFS4.0规格的ROM。Redmi K60和Redmi K60 Pro支持最高30W功率的无线充电，是Redmi K系列首次搭载无线充电技术，同时也是红米品牌成立以来首次搭载无线充电技术。
在小米13系列发布前，时任小米中国区总裁卢伟冰在新浪微博上宣称“2023年你已经不需要一部电竞手机”“电竞手机注定要消亡”，后宣布Redmi K60不再发布电竞版本，故此前发布的Redmi K50电竞版将是Redmi K系列最后一个游戏手机分支。

## 硬件

### 屏幕
Redmi K60全系列采用6.67英寸（对角线）的AMOLED柔性屏幕基材，其中Redmi K60E采用由三星显示供应的E4基材显示面板，分辨率为3200×1440，与前代Redmi K50保持一致；Redmi K60及K60 Pro采用由华星光电供应的显示面板，分辨率为3200×1440，支持高达1920Hz的高频PWM调光；K60至尊版则与K50至尊版相同，搭载了一块分辨率为2712×1220的AMOLED显示屏，同样由华星光电提供，刷新率则提升至144Hz。

### 芯片及存储
Redmi K60全系列的四款机型采用了四款不同的主芯片，其中Redmi K60及Redmi K60 Pro均采用美国高通公司研发、台积电代工生产的高通骁龙SoC；Redmi K60E及K60至尊版则采用联发科技研发、台积电代工生产的联发科技天玑SoC。
Redmi K60采用的主芯片为台积电4nm制程的新一代骁龙8+处理器（即骁龙8+ Gen 1，部件代号SM8475）降频版，主频率相对标准版有所下降。CPU部分由1颗最高主频为3.0GHz的大核心、3颗最高主频为2.5GHz的中核心以及4颗最高主频为1.8GHz的小核心组成，GPU部分则采用了Adreno 730，同时集成支持双卡5G驻网的X65基带。
Redmi K60 Pro采用了第二代骁龙8处理器（即骁龙8 Gen 2，部件代号SM8550），为台积电4nm工艺制程，CPU部分由1颗最高主频为3.2GHz的大核心、4颗最高主频为2.8GHz的中核心（2颗Cortex-A715架构，2颗Cortex-A710架构）以及3颗最高主频为2.0GHz的小核心组成，GPU部分则采用了Adreno 740，同时集成支持双卡5G驻网的X70基带。
Redmi K60E采用的主芯片为天玑8200，部件代号为MT6896。其CPU部分为八核心设计，拥有1颗最高主频为3.1GHz的大核心、3颗最高主频为3.0GHz的中核心以及4颗最高主频为2.0GHz的小核心；其GPU则采用了6核心的Mali-G610图形处理单元。此外，天玑8200还对双卡5G同时驻网、WiFi-6以及蓝牙5.2得到较好支持。
Redmi K60至尊版的主芯片则采用了天玑9200+（MT6985Z），最高主频为3.35GHz，GPU则采用了11核心的Immortalis-G715。
Redmi K60、Redmi K60 Pro及K60至尊版搭载小米自研的“狂暴引擎”，即FEAS 2.2智能稳帧技术。
存储方面，除至尊版外，全部Redmi K60系列机型均支持8GB及12GB的RAM容量可选，Redmi K60/K60 Pro另支持选择16GB的RAM，机身存储则提供128GB、256GB和512GB三种容量可选；K60至尊版则提供了12、16及24GB三种容量的RAM以及256GB、512GB及1TB三种容量的ROM可选。

### 摄像模组
后置摄像方面，Redmi K60全系没有采用前代沿用的1.08亿像素主摄像传感器，但全系均支持OIS光学防抖。Redmi K60 Pro及K60至尊版搭载由荣耀70率先使用的索尼IMX 800 5000万像素传感器，拥有1/1.49"的大底，配备OIS+EIS双防抖；Redmi K60采用了豪威OV64B 6400万像素摄像传感器；Redmi K60E则采用了与前代Redmi K40、Redmi K50元件相同的IMX 582 4800万像素摄像传感器。Redmi K60/K60 Pro均支持4K 60帧视频拍摄，而K60E仅支持4K 30帧。
三者均使用相同的800万像素广角传感器以及200万像素的微距传感器。与上一代相同，全系均为短焦微距。
Redmi K60E及K60至尊版前置摄像传感器为2000万像素的索尼IMX 596传感器，而Redmi K60/K60 Pro则为1600万像素的豪威OV16A1Q。两个传感器均支持1080P 30/60帧、720P 30帧视频录制，并支持一系列美颜功能。
官方宣称Redmi K60/Redmi K60 Pro支持小米12S系列首先搭载的小米影像大脑2.0。

### 其他功能
充电和续航方面，Redmi K60/Redmi K60E支持最高67W功率的有线充电（20V 3.25A MAX），并内置5500mah的电池，可在50分钟左右充至100%；Redmi K60 Pro及K60至尊版则支持最高120W功率的有线充电（20V 6A MAX），内置5000mah电池。另外，Redmi K60和K60 Pro支持最高30W功率的无线充电，搭载小米自研、上海南芯代工生产的电源管理芯片澎湃P1。
音响系统方面，Redmi K60系列与前代保持一致，全系采用了非对称式的立体声扬声器，顶部发声单元较底部稍小，且顶部发声单元兼具听筒的作用。Redmi K60全系仅支持USB Type-C接口的音频输出输入设备，传统3.5mm接头需专用转换器转接。
近距离通信方面，Redmi K60系列支持蓝牙5.3（Redmi K60 至尊版支持蓝牙5.4）、多功能NFC以及红外遥控功能，可使用遥控类APP对支持红外控制的电器设备进行控制。
指纹解锁模块方面，Redmi K60、Redmi K60 Pro及Redmi K60至尊版采用屏下指纹解锁，通过屏幕下方的短焦摄像头形式实现指纹识别；Redmi K60E则采用实体电容式指纹解锁，通过电源键集成的指纹识别模块实现指纹识别。

### 技术规格
| 参数及功能项\机型       | 参数及功能项\机型       | Redmi K60                                                                                   | Redmi K60 Pro                                                                               | Redmi K60E                                                                              | Redmi K60至尊版                                                                                    |
| ----------------------- | ----------------------- | ------------------------------------------------------------------------------------------- | ------------------------------------------------------------------------------------------- | --------------------------------------------------------------------------------------- | -------------------------------------------------------------------------------------------------- |
| 代号                    | 代号                    | Mondrian                                                                                    | socrates                                                                                    | rembrandt                                                                               | corot                                                                                              |
| 其他名称/适用国家及地区 | 其他名称/适用国家及地区 | POCO F5 Pro （海外）                                                                        | --                                                                                          | --                                                                                      | 小米13T Pro（海外版）                                                                              |
| 尺寸（长/宽/厚，mm）    | 尺寸（长/宽/厚，mm）    | 162.8×75.4×8.6                                                                              | 162.8×75.4×8.6                                                                              | 163.1×76.2×8.45                                                                         | 162.15×75.7×8.49                                                                                   |
| 重量（g）               | 重量（g）               | 205                                                                                         | 205                                                                                         | 202                                                                                     | 204                                                                                                |
| 屏幕                    | 屏幕                    | 6.67英寸 20:9比例 3200×1440 华星光电AMOLED屏幕 可根据APP的不同自动切换60Hz和120Hz两级刷新率 | 6.67英寸 20:9比例 3200×1440 华星光电AMOLED屏幕 可根据APP的不同自动切换60Hz和120Hz两级刷新率 | 6.67英寸 20:9比例 3200×1440 三星AMOLED屏幕 可根据APP的不同自动切换60Hz和120Hz两级刷新率 | 6.67英寸 20:9比例 2712×1220 华星光电AMOLED屏幕 可根据APP的不同自动切换60Hz、120Hz及144Hz三级刷新率 |
| 前置摄像头              | 前置摄像头              | 1600万像素（豪威OV16A1Q） 正上方屏幕内挖孔布置                                              | 1600万像素（豪威OV16A1Q） 正上方屏幕内挖孔布置                                              | 2000万像素（索尼IMX596） 正上方屏幕内挖孔布置                                           | 2000万像素（索尼IMX596） 正上方屏幕内挖孔布置                                                      |
| 后置摄像模组            | 主摄                    | 6400万像素（豪威OV64B） 支持OIS光学防抖                                                     | 5000万像素（索尼IMX800） 支持OIS+EIS光学防抖                                                | 4800万像素（索尼IMX582） 支持OIS光学防抖                                                | 5000万像素（索尼IMX800） 支持OIS+EIS光学防抖                                                       |
| 后置摄像模组            | 广角                    | 800万像素 (豪威OV08D10)                                                                     | 800万像素 (豪威OV08D10)                                                                     | 800万像素 (豪威OV08D10)                                                                 | 800万像素（索尼IMX355）                                                                            |
| 后置摄像模组            | 微距                    | 200万像素（豪威OV02B10）                                                                    | 200万像素（豪威OV02B10）                                                                    | 200万像素（豪威OV02B10）                                                                | 200万像素（格科微GC02M1）                                                                          |
| 芯片平台                | 芯片平台                | 高通骁龙8+ Gen 1 （SM8475）                                                                 | 高通骁龙8 Gen 2 （SM8550）                                                                  | 联发科天玑8200 （MT6896）                                                               | 联发科天玑9200+ （MT6985Z）                                                                        |
| 支持网络                | 支持网络                | GSM/WCDMA/TDD/FDD/5G NR（SA/NSA）                                                           | GSM/WCDMA/TDD/FDD/5G NR（SA/NSA）                                                           | GSM/WCDMA/TDD/FDD/5G NR（SA/NSA）                                                       | GSM/WCDMA/TDD/FDD/5G NR（SA/NSA）                                                                  |
| 运行内存（RAM）         | 运行内存（RAM）         | 8GB/12GB/16GB LPDDR5 3200MHz                                                                | 8GB/12GB/16GB LPDDR5x 4266MHz                                                               | 8GB/12GB LPDDR5 3200MHz                                                                 | 12GB/16GB/24GB LPDDR5x 4266MHz                                                                     |
| 闪存存储（ROM）         | 闪存存储（ROM）         | 128GB/256GB/512GB/1TB UFS 3.1                                                               | 128GB/256GB/512GB UFS 4.0                                                                   | 128GB/256GB/512GB UFS 3.1                                                               | 256GB/512GB/1TB UFS 4.0                                                                            |
| 记忆卡扩展              | 记忆卡扩展              | 不支持                                                                                      | 不支持                                                                                      | 不支持                                                                                  | 不支持                                                                                             |
| 充电功率                | 充电功率                | 支持Mi Turbo Charge协议的67W有线充电及30W无线充电                                           | 支持Mi Turbo Charge协议的120W有线充电及30W无线充电                                          | 支持Mi Turbo Charge协议的67W有线充电                                                    | 支持Mi Turbo Charge协议的120W有线充电                                                              |
| 电池容量（mAh）         | 电池容量（mAh）         | 5500                                                                                        | 5000                                                                                        | 5500                                                                                    | 5000                                                                                               |
| 多功能NFC               | 多功能NFC               | 支持                                                                                        | 支持                                                                                        | 支持                                                                                    | 支持                                                                                               |
| 声响                    | 声响                    | 支持USB Type-C标准输出输入接口的模拟/数字音频设备 立体声双扬声器                            | 支持USB Type-C标准输出输入接口的模拟/数字音频设备 立体声双扬声器                            | 支持USB Type-C标准输出输入接口的模拟/数字音频设备 立体声双扬声器                        | 支持USB Type-C标准输出输入接口的模拟/数字音频设备 立体声双扬声器                                   |
| 数据传输                | 蓝牙                    | 蓝牙5.3                                                                                     | 蓝牙5.3                                                                                     | 蓝牙5.3                                                                                 | 蓝牙5.4                                                                                            |
| 数据传输                | 无线网络                | Wi-Fi 802.11a/b/g/n/ac/ax（2.4和5GHz）                                                      | Wi-Fi 802.11a/b/g/n/ac/ax（2.4和5GHz）                                                      | Wi-Fi 802.11a/b/g/n/ac/ax（2.4和5GHz）                                                  | Wi-Fi 802.11a/b/g/n/ac/ax（2.4和5GHz）                                                             |
| 数据传输                | 数据接口                | USB Type-C                                                                                  | USB Type-C                                                                                  | USB Type-C                                                                              | USB Type-C                                                                                         |
| 红外遥控                | 红外遥控                | 支持                                                                                        | 支持                                                                                        | 支持                                                                                    | 支持                                                                                               |
| 安全识别方式            | 安全识别方式            | 2D人脸识别+屏下指纹识别                                                                     | 2D人脸识别+屏下指纹识别                                                                     | 2D人脸识别+电源键指纹识别                                                               | 2D人脸识别+屏下指纹识别                                                                            |
| 机身材质                | 机身材质                | 聚碳酸酯塑料中框 康宁玻璃/素皮后盖                                                          | 聚碳酸酯塑料中框 康宁玻璃/素皮后盖                                                          | 聚碳酸酯塑料中框 康宁玻璃后盖                                                           | 聚碳酸酯塑料中框 康宁玻璃后盖                                                                      |

## 软件
Redmi K60、K60 Pro及K60至尊版预装基于Android 13的MIUI 14操作系统，而Redmi K60E预装基于Android 12的MIUI 13操作系统，所有机型均支持升级至后续版本。
在小米社区，用户可根据实际需求申请全部Redmi K60系列机型的开发版公测固件和稳定版内测固件，申请通过后可通过OTA机制安装上述两个分支的测试版本。
文件系统方面，Redmi K60、K60 Pro及Redmi K60E采用F2FS文件系统，而Redmi K60 至尊版则首次搭载了小米自研的文件系统MIFS。

## 销售
Redmi K60系列提供的销售版本、价格及上市日期如下表所示。
| 销售版本 / 机型 | 销售版本 / 机型      | Redmi K60                 | Redmi K60 Pro             | Redmi K60E                |
| --------------- | -------------------- | ------------------------- | ------------------------- | ------------------------- |
| 存储版本        | 8GB RAM / 128GB ROM  | ¥2499                     | ¥3299                     | ¥2199                     |
| 存储版本        | 8GB RAM / 256GB ROM  | ¥2699                     | ¥3599                     | ¥2399                     |
| 存储版本        | 12GB RAM / 256GB ROM | ¥2999                     | ¥3899                     | ¥2599                     |
| 存储版本        | 12GB RAM / 512GB ROM | ¥3299                     | ¥4299                     | ¥2799                     |
| 存储版本        | 16GB RAM / 512GB ROM | ¥3599                     | ¥4599                     | --                        |
| 上市日期        | 上市日期             | 2022.12.31 10:00（UTC+8） | 2022.12.31 10:00（UTC+8） | 2022.12.31 10:00（UTC+8） |